# Pellestrina
Pellestrina je italský ostrov, nacházející se v Benátsku nedaleko města Chioggia. Je protáhlým bariérovým ostrovem oddělujícím Benátskou lagunu od Jaderského moře. Měří v severojižním směru 12 km, jeho šířka se pohybuje od 23 metrů po 1,2 km. Se sousedním ostrovem Lido di Venezia tvoří správní jednotku Municipalità di Lido-Pellestrina.
Ostrov má rozlohu 2,3 km² a žije na něm okolo čtyř tisíc obyvatel. Největším sídlem je Pellestrina, dále se zde nacházejí vsi San Pietro in Volta, Porto Secco a Sant' Antonio di Pellestrina. Název ostrova je odvozován od syrakuského vojevůdce Filista, který zde ve čtvrtém století před naším letopočtem žil ve vyhnanství.
Obyvatelé se živí převážně rybolovem a zemědělstvím, tradičním lidovým řemeslem je výroba krajky Merletto di Pellestrina. Pro obydlí ostrovanů jsou typické pestré fasády. Konají se zde závody v místním stylu veslování voga veneta. Ostrov také nabízí rekreační aktivity jako cykloturistika a potápění. Východní pobřeží ostrova chrání hráz murazzi z istrijského mramoru, kterou nechal postavit v osmnáctém století dóže Pietro Grimani. V listopadu 1966 byl ostrov poničen povodní, která si vyžádala evakuaci obyvatel.
V jižní části ostrova byla zřízena přírodní rezervace Ca 'Roman s dunami a porostem borovic. Žije zde racek černohlavý, kormorán velký, kulík mořský, krahujec obecný, vrabec italský, konipas bílý, štíhlovka žlutozelená, ještěrka zední a ropucha zelená. Okolní moře obývá jazyk obecný, pakambala královská a cípal hlavatý.
Donna Leon zasadila na ostrov děj svého kriminálního románu A Sea of Troubles. Zdejším rodákem byl blahoslavený Olinto Marella.